# Modhir Ahmed
Modhir Ahmed, född 1956 i Bagdad, Irak, är en irakisk-svensk konstnär, främst verksam inom grafik och måleri. Modhir flyttade 1980 till Polen men lever och verkar idag i Sverige. Ahmed finns representerad vid Moderna museet och Nationalmuseum i Stockholm. 
Sedan 1993 är Ahmed förståndare för Falu Konstgrafiska Verkstad.